# Lestes
Lestes är ett släkte i insektsordningen trollsländor som tillhör familjen smaragdflicksländor. Ett kännetecken för släktet är att de ofta sitter med vingarna halvt utslagna, riktade snett bakåt och uppåt, vid vila. I Sverige kallas detta släkte ofta för äkta smaragdflicksländor och representeras av fyra arter. 

## Arter
- Lestes alacer
- Lestes alfonso
- Lestes amicus
- Lestes angularis
- Lestes apollinaris
- Lestes auripennis
- Lestes auritus
- Lestes australis
- Lestes barbarus
- Lestes basidens
- Lestes bipupillatus
- Lestes concinnus
- Lestes congener
- Lestes curvatus
- Lestes debellardi
- Lestes dichrostigma
- Lestes disjunctus
- Lestes dissimulans
- Lestes dorothea
- Lestes dryas
- Lestes elatus
- Lestes eurinus
- Lestes falcifer
- Lestes fernandoi
- Lestes forcipatus
- Lestes forficula
- Lestes garoensis
- Lestes helix
- Lestes henshawi
- Lestes ictericus
- Lestes inaequalis
- Lestes japonicus
- Lestes jerrelli
- Lestes jurzitzai
- Lestes macrostigma
- Lestes malabaricus
- Lestes malaisei
- Lestes minutus
- Lestes nigriceps
- Lestes nodalis
- Lestes numidicus
- Lestes ochraceus
- Lestes orientalis
- Lestes pallidus
- Lestes patricia
- Lestes paulistus
- Lestes pictus
- Lestes plagiatus
- Lestes praevius
- Lestes pruinescens
- Lestes quadristriatus
- Lestes rectangularis
- Lestes regulatus
- Lestes scalaris
- Lestes secula
- Lestes sigma
- Lestes silvaticu
- Lestes simplex
- Lestes simulans
- Lestes simulatrix
- Lestes spatula
- Lestes sponsa
- Lestes spumarius
- Lestes sternalis
- Lestes stultus
- Lestes sutteri
- Lestes tarryi
- Lestes temporalis
- Lestes tenuatus
- Lestes thoracicus
- Lestes tikalus
- Lestes trichonus
- Lestes tricolor
- Lestes tridens
- Lestes umbrinus
- Lestes uncifer
- Lestes undulatus
- Lestes unguiculatus
- Lestes urubamba
- Lestes vidua
- Lestes vigilax
- Lestes virens
- Lestes virgatus
- Lestes viridulus